# Sambang
Sambang (Schreibvariante: Sambang Fula Kunda, Sambang Mandika; Namensvariante: Niggi) ist eine Ortschaft im westafrikanischen Staat Gambia.
Nach einer Berechnung für das Jahr 2013 leben dort etwa 932 Einwohner, das Ergebnis der letzten veröffentlichten Volkszählung von 1993 betrug 795.

## Geographie
Sambang in der Central River Region im Distrikt Niamina West und liegt am linken Ufer des Gambia-Flusses. Der Ort ist rund zehn Kilometer von der South Bank Road entfernt.
Die Distriktverwaltung „Niamina West Constituency“ befindet sich an diesem Ort. Die Sambang Upper Basic School wurde 1997 gebaut und 2007 erweitert.

## Söhne und Töchter des Ortes
- Fafa Edrissa M’Bai (1942–2025), Jurist und Politiker
- Abdoulie Sallah (* 1944), Politiker